# Nephodia subdolens
Nephodia subdolens là một loài bướm đêm trong họ Geometridae.